# Emile Berliner
Emile Berliner (en inglés; su verdadero nombre en alemán era Emil Berliner, Hanover, Alemania, 20 de mayo de 1851 – Washington D. C., 3 de agosto de 1929) fue un inventor germano-estadounidense, de origen judío, entre cuyos logros se pueden citar la invención del transmisor telefónico, el gramófono, de los discos de vinilo así como del precursor del micrófono. También dedicó gran parte de su fortuna en ayudar a reducir la mortalidad infantil. Fundó la compañía Berliner Gramophone, la Gramophone Company, la Deutsche Grammophon y la Berliner Gram-o-phone Company of Canada.

## Vida
Berliner nació en Hanover, Alemania, en 1851, en el seno de una familia de comerciantes judíos. Aunque se crio como judío, más tarde se convirtió en agnóstico.  "Completó las enseñanzas para convertirse en comerciante, como era la tradición familiar. Si bien su verdadero pasatiempo era la invención, trabajó como contable para llegar a fin de mes. Para evitar ser reclutados para la guerra franco-prusiana, Berliner emigró a los Estados Unidos de América en 1870 con un amigo de su padre, en cuya tienda trabajaba en Washington D. C. Se mudó a Nueva York y, viviendo del trabajo temporal, como hacer la ruta del papel y limpiar botellas, estudió física por la noche en el Cooper Union Institute.

## Carrera
Después de algún tiempo trabajando en una librea estable, se interesó en la nueva tecnología de audio del teléfono y el fonógrafo, e inventó un transmisor telefónico mejorado (uno de los primeros tipos de micrófonos). La patente fue adquirida por la compañía telefónica Bell (ver The Telephone Cases). En Estados Unidos, Thomas Edison y Berliner lucharon una larga batalla legal por los derechos de patente. Pero el 27 de febrero de 1901, el Tribunal de Apelaciones de los Estados Unidos declaró nula la patente y otorgó a Edison los derechos completos a la invención, declarando que "Edison precedió a Berliner en la transmisión del habla ... El uso de carbono en un transmisor es, más allá de toda controversia la invención de Edison "y la patente de Berliner se declaró inválida. Posteriormente, Berliner se mudó a Boston en 1877 y trabajó para Bell Telephone hasta 1883, cuando regresó a Washington y se estableció como investigador privado. Emile Berliner se convirtió en ciudadano de los Estados Unidos en 1881. Berliner también inventó lo que probablemente fue el primer motor de avión radial (1908), un helicóptero (1919) y baldosas acústicas (1920).
En 1886, Berliner comenzó a experimentar con métodos de grabación de sonido. Se le otorgó su primera patente por lo que llamó "Gramófono" en 1887. La patente describió la grabación del sonido utilizando la modulación horizontal de un lápiz óptico, mientras trazaba una línea en una superficie cilíndrica giratoria cubierta con un material opaco no resistente, como el negro de carbón. Posteriormente se fijó con barniz y se usó para fotografiar un surco correspondiente en la superficie de un cilindro de reproducción de metal. En la práctica, Berliner optó por el formato de disco, lo que hizo que el paso de fotograbado fuera mucho menos difícil y ofreció la posibilidad de realizar múltiples copias del resultado mediante un proceso más simple, como la electrotipificación, el moldeado o el sellado. En 1888, Berliner estaba usando un método de grabación más directo, en el que el lápiz trazaba una línea a través de un recubrimiento muy fino de cera en un disco de zinc, que luego se grababa con ácido para convertir la línea de metal desnudo en una ranura reproducible.
En 1890, un licenciatario berlinés en Alemania estaba fabricando un gramófono de juguete y discos de goma dura de cinco pulgadas (réplicas de discos grabados de zinc), pero debido a que las patentes estadounidenses clave aún estaban pendientes, solo se vendieron en Europa. Berliner quiso que su gramófono fuera más que un simple juguete, y en 1894 persuadió a un grupo de empresarios para que invirtieran $ 25,000, con los que comenzó la compañía de gramófono de los Estados Unidos.  Comenzó a comercializar discos de siete pulgadas y un gramófono más considerable, que sin embargo, seguía siendo propulsado a mano como la máquina de juguete pequeña.
La dificultad de usar los primeros gramófonos accionados a mano fue hacer que el plato giratorio girara a una velocidad aceptable y constante mientras se reproduce un disco. El ingeniero Eldridge R. Johnson, propietario de un pequeño taller de máquinas en Camden, Nueva Jersey, ayudó a Berliner a desarrollar un motor de resorte de cuerda adecuado y económico para el gramófono y se convirtió en el fabricante de Berliner. Berliner le otorgó a Frank Seaman los derechos de venta exclusivos en los EE. UU., Pero luego de los desacuerdos, Seaman comenzó a vender su propia versión del gramófono, así como copias no autorizadas de los registros de Berliner, y se prohibió legalmente que Berliner vendiera sus propios productos. La empresa estadounidense Berliner Gramophone cerró a mediados de 1900 y Berliner se mudó a Canadá. Después de varias maniobras legales, la empresa Victor Talking Machine Company fue fundada oficialmente por Eldridge Johnson en 1901 y el nombre comercial "Gramophone" se abandonó de forma total y permanente en los Estados Unidos, aunque su uso continuó en otros lugares. La Berliner Gramophone de Canadá se fundó el 8 de abril de 1904 y se reorganizó como la Berliner Gramophone en 1909 en el distrito Saint Henri de Montreal.
Los otros inventos de Berliner incluyen un nuevo tipo de telar para la producción masiva de telas; una baldosa acústica; y una versión temprana del helicóptero. Según un informe del 1 de julio de 1909 en The New York Times, un helicóptero construido por Berliner y J. Newton Williams de Derby, Connecticut, había levantado a su operador (Williams) "del suelo en tres ocasiones" en el laboratorio de Berliner en el Barrio de Brightwood de Washington D. C..
Entre 1907 y 1926, Berliner se dedicó a mejorar las tecnologías de vuelo vertical a través del desarrollo de un motor rotativo ligero, que mejoró durante los años 1910 y 1920. Con R.S. Moore, también científico e inventor, como su asistente principal, Berliner obtuvo motores de automóviles de Adams Company en Dubuque Iowa, fabricante del automóvil Adams-Farwell. Este automóvil utilizaba motores rotativos de tres o cinco cilindros enfriados por aire que fueron desarrollados internamente por Fay Oliver Farwell (1859–1935). Berliner y Farwell los adaptaron para usarlos en el perfeccionamiento de "máquinas" producidas para el vuelo vertical. Sus descubrimientos le permitieron alejarse de los pesados motores en línea a modelos rotativos más ligeros, lo que llevó a la invención de un motor rotativo de 6 hp para mejorar el vuelo vertical. Fueron estos experimentos los que llevaron a la creación formal de la Gyro Motor Company en 1909. Y fue la creación del motor rotativo de 6 hp el que inició el uso de motores rotativos en la aviación. Gyro Motor Company fabricó estas y otras versiones mejoradas de Gyro Engine entre 1909 y aproximadamente 1926. El edificio utilizado para estas operaciones existe en 774 Girard Street, NW, Washington D. C., donde su fachada principal se encuentra en el callejón Fairmont-Girard.
Para 1910, mientras seguía avanzando en el vuelo vertical, Berliner experimentó con el uso de un rotor de cola montado verticalmente para contrarrestar el par en su diseño único de rotor principal. Y fue esta configuración la que llevó al desarrollo mecánico de helicópteros prácticos de la década de 1940. Cuando se abrió la Gyro Motor Company, Spencer Heath (1876–1963), un ingeniero mecánico (entre otras cosas), se convirtió en el gerente. Heath estaba conectado con la American Propeller Company, también fabricante de mecanismos y productos relacionados con la aeronáutica en Baltimore, Maryland. Ambos R.S. Moore, diseñador e ingeniero, y Joseph Sanders (1877–1944), inventor, ingeniero y fabricante, participaron en las operaciones originales de la empresa. Berliner fue presidente de la recién fundada Gyro Motor Company y pasó gran parte de su tiempo ocupándose de las operaciones comerciales.
El 16 de julio de 1922, Berliner y su hijo, Henry, demostraron un helicóptero de trabajo para el ejército de los Estados Unidos. Henry se desilusionó con los helicópteros en 1925, y en 1926 fundó la Berliner Aircraft Company, que se fusionó para convertirse en Berliner-Joyce Aircraft en 1929.
Berliner, quien sufrió una crisis nerviosa en 1914, también fue activo en la promoción de mejoras en la salud pública y el saneamiento. También abogó por la igualdad de las mujeres y, en 1908, estableció el programa de becas, Sarah Berliner Research Fellowship, en honor a su madre. Berliner también apoyó y defendió el sionismo.

### Gramófono y fonógrafo sí son sinónimos

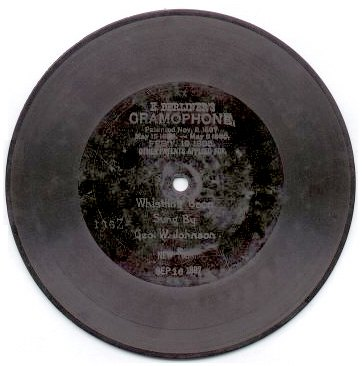
Disco de gramófono; en este en particular su grabación data del 16 de septiembre de 1897, aún lográndose ver el dato en su parte inferior central.

Ambos utilizan la grabación mecánica (uno de los tres sistemas analógicos de grabación), si bien su sistema de grabación es distinto nos encontramos únicamente con este detalle como diferencia base. El fonógrafo utilizaba cilindros, como las cajas de música. El gramófono usaba discos, aunque no estaban hechos de acetato de vinilo. Ahora bien, el motivo por el cual triunfó el gramófono frente al fonógrafo se encuentra, principalmente, en 2 puntos:
- Bajo coste de las grabaciones del gramófono.
- Imposibilidad del fonógrafo de producir grabaciones en masa.

Thomas Alva Edison patentó el fonógrafo en 1877; Berliner, el gramófono casi una década más tarde.
El gramófono comenzó a ser comercializado en 1893 por la compañía United States Gramophone Company, que Berliner había fundado. Hacia 1899, el invento de Emile Berliner estaba en manos de tres compañías: The Berliner Gramophone (Filadelfia), que fabricaba los gramófonos y los discos, Seaman National Gramophone (Nueva York), que llevaba a cabo la comercialización, y United States Gramophone Company (Washington).
El 2 de enero de 1900, Berliner comienza a fabricar en Montreal los discos de siete pulgadas de un solo lado o sencillos. A principios del mismo año, la segunda de las compañías mencionadas negoció un acuerdo con la American Gramophone and Columbia Phonograph para fabricar el zonófono, un aparato similar. Berliner lo consideró una traición al acuerdo de exclusividad que tenía, lo que se agravó cuando mediante un juicio comercial la Seaman National Gramophone logró que se prohibiera a la compañía de Berliner vender su invento en Estados Unidos. Por esto, Berliner trasladó su empresa a Montreal (Canadá), la cual pasó a llamarse Berliner Gram-O-phone Company.
El 16 de julio de 1900, Berliner registró el logotipo de su compañía: un perro escuchando un gramófono. En 1924, la compañía fue comprada por Victor Talking Machine Company, la cual en 1929 pasó a llamarse RCA Victor, tras ser adquirida por Radio Corporation of America (RCA).

## Fallecimiento
Emile Berliner falleció el 3 de agosto de 1929, a consecuencia de un infarto.

## Publicaciones

### Libros
- Conclusions, 1902, Kaufman Publishing Co.
- The Milk Question and Mortality Among Children Here and in Germany: An Observation, 1904, The Society for Prevention of Sickness
- Some Neglected Essentials in the Fight against Consumption, 1907, The Society for Prevention of Sickness
- A Study Towards the Solution of Industrial Problems in the New Zionist Commonwealth, 1919, N. Peters
- Muddy Jim and other rhymes: 12 illustrated health jingles for children, 1919, Jim Publication Company.

### Patentes
Imágenes de patentes en TIFF
- Patente USPTO n.º 199141 Telephone (bobina inductiva), pedido octubre de 1877, dado enero de 1878
- Patente USPTO n.º 222652 Telephone (micrófono de diafragma a carbón), pedido agosto de 1879, dado diciembre de 1879
- Patente USPTO n.º 224573 Microphone (loose carbon rod), pedido septiembre de 1879, dado febrero de 1880
- Patente USPTO n.º 225790 Microphone (spring carbon rod), pedido nov 1879, dado marzo de 1880
- UK Patent 15232 pedido 8 de noviembre de 1887
- Patente USPTO n.º 372786 Gramophone (registro horizontal), original pedido mayo de 1887, repedido septiembre de 1887, dado 8 de noviembre de 1887
- Patente USPTO n.º 382790 Process of Producing Records of Sound (registro en fina cera sobre metal o vidrio, subsecuentemente fijado químicamente), pedido marzo de 1888, dado mayo de 1888
- Patente USPTO n.º 463569 Combined Telegraph and Telephone (micrófono), pedido junio de 1877, dado noviembre de 1891
- Patente USPTO n.º 548623 Sound Record and Method of Making Same (duplicate copies of flat, zinc disks by electroplateado), pedido marzo de 1893, dado octubre de 1895
- Patente USPTO n.º 564586 Gramophone (recorded on underside of flat, transparent disk), pedido 7 de noviembre de 1887, dado julio de 1896